# Ville-au-Montois
Ville-au-Montois är en kommun i departementet Meurthe-et-Moselle i regionen Grand Est (tidigare regionen Lorraine) i nordöstra Frankrike. Kommunen ligger i kantonen Villerupt som tillhör arrondissementet Briey. År 2022 hade Ville-au-Montois 246 invånare.

## Befolkningsutveckling
Antalet invånare i kommunen Ville-au-Montois
| Referens: INSEE |